# Agência Estadual de Mobilidade Urbana e Serviços Públicos
A Agência Estadual de Mobilidade Urbana e Serviços Públicos (MOB) é autarquia vinculada ao Governo do Estado do Maranhão. Possui personalidade jurídica de direito público interno e tem autonomia administrativa, financeira e fiscalizadora. Foi criada pela Lei nº 10.213/2015, estando vinculada à Casa Civil.

## Atribuições
A MOB tem a função de desenvolver estratégias de políticas públicas de transporte e mobilidade urbana para promover o deslocamento acessível e de qualidade à população, por meio da fiscalização, regulação, planejamento e controle dos meios de transportes e sistema viário estadual e intermunicipal.
Também busca a promoção do debate com a sociedade para articulação de ações e execução de projetos em cumprimento às diretrizes das Políticas Nacionais de Transporte e Mobilidade Urbana. Pode explorar diretamente ou mediante concessão, permissão ou autorização os serviços de transporte e a administração de terminais.

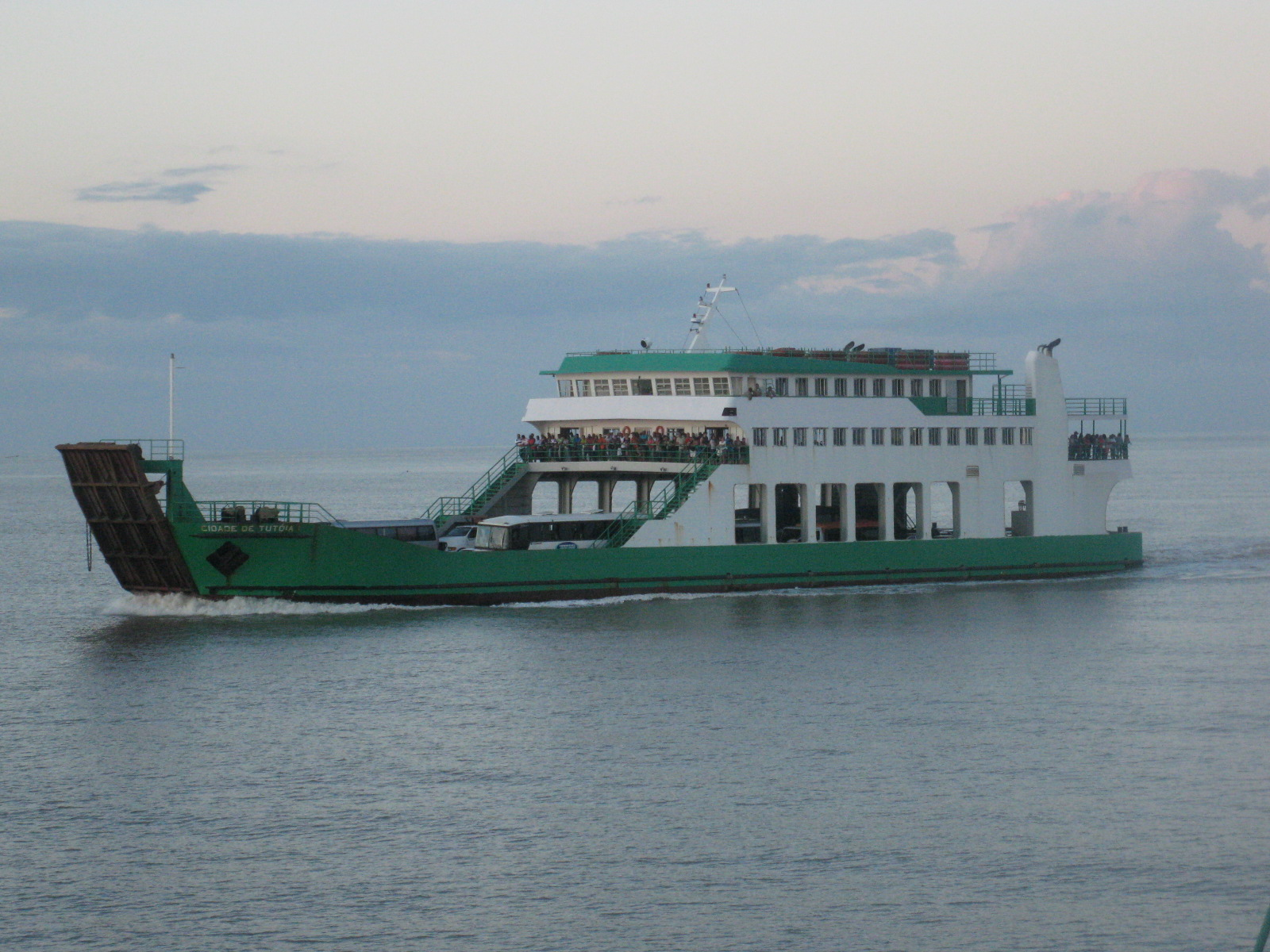
A MOB atua na fiscalização do serviço de ferry-boats entre São Luís e Alcântara.

A MOB atua ferroviário, aeroviário, no transporte semiurbano de ônibus na Região Metropolitana de São Luís e em outras cidades, bem como no transporte intermunicipal. 
Outro atribuição da Agência é o "Serviço Travessia", que oferece transporte especial gratuito para cadeirantes (Região Metropolitana de São Luís e de Imperatriz), deficientes visuais, idosos e crianças com microcefalia e hidrocefalia (Região Metropolitana de São Luís e Imperatriz). Também são atendidos os municípios de Açailândia, Pinheiro, Bacabal, Timon, Caxias, Presidente Dutra e Santa Luzia do Paruá. 
Com a Medida Provisória nº 229/2017, foram transferidas competências e recursos da extinta Agência Reguladora de Serviços Públicos do Maranhão (ARSEMA) à MOB. Com isso, a MOB também passou a regular, fiscalizar e controlar os serviços públicos de competência do Estado e atividades privadas de interesse público como distribuição de gás canalizado, saneamento básico e exploração de faixa de domínio de rodovia.